# Liste des législatures de l'Alberta
Ceci est une liste des législatures de l'Alberta.

## Législatures
| Législature (élection) | Début/Fin (jour/mois/année) | Parti Gouvernement         | Premier ministre                         | Opposition officielle Chef                         | Président de la Chambre    |
| ---------------------- | --------------------------- | -------------------------- | ---------------------------------------- | -------------------------------------------------- | -------------------------- |
| 1e (1905)              | 09/11/1905 22/03/1909       | Libéral                    | Alexander Cameron Rutherford (1905-1910) | Conservateur : Albert John Robertson (1906 - 1909) | Charles W. Fisher          |
| 2e (1909)              | 23/03/1909 26/03/1913       | Libéral                    | Alexander Cameron Rutherford (1905-1910) | Conservateur : Richard Bennett (1910 - 1910)       | Charles W. Fisher          |
| 2e (1909)              | 23/03/1909 26/03/1913       | Libéral                    | Arthur Sifton (1910-1917)                | Conservateur : Edward Michener (1909-1917)         | Charles W. Fisher          |
| 3e (1913)              | 16/09/1913 05/04/1917       | Libéral                    | Arthur Sifton (1910-1917)                | Conservateur : Edward Michener (1909-1917)         | Charles W. Fisher          |
| 4e (1917)              | 07/02/1918 23/06/1921       | Libéral                    | Arthur Sifton (1910-1917)                | Conservateur                                       |                            |
| 4e (1917)              | 07/02/1918 23/06/1921       | Libéral                    | Charles Stewart (1917-1921)              | Conservateur                                       |                            |
| 5e (1921)              | 02/02/1922 25/05/1926       | United Farmers of Alberta  | Herbert Greenfield (1921-1925)           | Libéral                                            |                            |
| 5e (1921)              | 02/02/1922 25/05/1926       | United Farmers of Alberta  | John Edward Brownlee (1925-1934)         | Libéral                                            |                            |
| 6e (1926)              | 10/02/1927 10/05/1930       | United Farmers of Alberta  | Libéral                                  |                                                    |                            |
| 7e (1930)              | 29/01/1931 22/07/1935       | United Farmers of Alberta  | Libéral                                  |                                                    |                            |
| 7e (1930)              | 29/01/1931 22/07/1935       | United Farmers of Alberta  | Libéral                                  | Richard Gavin Reid (1934-1935)                     |                            |
| 8e (1935)              | 06/02/1936 16/02/1940       | Parti Crédit social        | William Aberhart (1935-1943)             | Libéral                                            |                            |
| 9e (1940)              | 20/02/1941 07/07/1944       | Parti Crédit social        | William Aberhart (1935-1943)             | Association des citoyens indépendants              |                            |
| 9e (1940)              | 20/02/1941 07/07/1944       | Parti Crédit social        | Ernest Manning (1943-1968)               | Association des citoyens indépendants              |                            |
| 10e (1944)             | 22/02/1945 16/07/1948       | Parti Crédit social        | Association des citoyens indépendants    |                                                    |                            |
| 11e (1948)             | 17/02/1948 03/07/1952       | Parti Crédit social        | Fédération du Commonwealth coopératif    |                                                    |                            |
| 12e (1952)             | 19/02/1953 12/05/1955       | Parti Crédit social        | Libéral                                  |                                                    |                            |
| 13e (1955)             | 17/08/1955 09/05/1959       | Parti Crédit social        | Libéral                                  |                                                    |                            |
| 14e (1959)             | 11/02/1960 09/05/1963       | Parti Crédit social        |                                          |                                                    |                            |
| 15e (1963)             | 13/02/1964 14/04/1967       | Parti Crédit social        | Libéral                                  |                                                    |                            |
| 16e (1963)             | 15/02/1968 22/07/1971       | Parti Crédit social        | Progressiste-conservateur                |                                                    |                            |
| 16e (1963)             | 15/02/1968 22/07/1971       | Parti Crédit social        | Progressiste-conservateur                | Harry Strom (1968-1971)                            |                            |
| 17e (1971)             | 02/03/1972 14/02/1975       | Progressiste-conservateur  | Peter Lougheed (1971-1985)               | Parti Crédit social                                |                            |
| 18e (1975)             | 15/05/1975 14/02/1979       | Progressiste-conservateur  | Peter Lougheed (1971-1985)               | Parti Crédit social                                |                            |
| 19e (1979)             | 24/05/1979 05/10/1982       | Progressiste-conservateur  | Peter Lougheed (1971-1985)               | Parti Crédit social                                |                            |
| 20e (1982)             | 10/03/1983 10/04/1986       | Progressiste-conservateur  | Peter Lougheed (1971-1985)               | Nouveau Parti démocratique                         |                            |
| 20e (1982)             | 10/03/1983 10/04/1986       | Progressiste-conservateur  | Don Getty (1985-1992)                    | Nouveau Parti démocratique                         |                            |
| 21e (1986)             | 12/06/1986 20/02/1989       | Progressiste-conservateur  | Nouveau Parti démocratique               |                                                    |                            |
| 22e (1989)             | 01/06/1989 18/05/1993       | Progressiste-conservateur  | Nouveau Parti démocratique               |                                                    |                            |
| 22e (1989)             | 01/06/1989 18/05/1993       | Progressiste-conservateur  | Nouveau Parti démocratique               | Ralph Klein (1992-2006)                            |                            |
| 23e (1993)             | 30/08/1993 11/02/1997       | Progressiste-conservateur  | Libéral                                  |                                                    |                            |
| 24e (1997)             | 14/04/1997 12/02/2001       | Progressiste-conservateur  | Libéral                                  | Ken Kowalski                                       |                            |
| 25e (2001)             | 09/04/2001 25/10/2004       | Progressiste-conservateur  | Libéral                                  | Ken Kowalski                                       |                            |
| 26e (2004)             | 01/03/2005 04/02/2008       | Progressiste-conservateur  | Libéral                                  | Ken Kowalski                                       |                            |
| 26e (2004)             | 01/03/2005 04/02/2008       | Progressiste-conservateur  | Libéral                                  | Ken Kowalski                                       | Ed Stelmach (2006-2011)    |
| 27e (2008)             | 14/04/2008 26/03/2012       | Progressiste-conservateur  | Libéral                                  | Ken Kowalski                                       |                            |
| 27e (2008)             | 14/04/2008 26/03/2012       | Progressiste-conservateur  | Libéral                                  | Ken Kowalski                                       | Alison Redford (2011-2014) |
| 28e (2012)             | 23/05/2012 07/04/2015       | Progressiste-conservateur  | Parti Wildrose                           | Gene Zwozdesky                                     |                            |
| 28e (2012)             | 23/05/2012 07/04/2015       | Progressiste-conservateur  | Parti Wildrose                           | Gene Zwozdesky                                     | Dave Hancock (2014)        |
| 28e (2012)             | 23/05/2012 07/04/2015       | Progressiste-conservateur  | Parti Wildrose                           | Gene Zwozdesky                                     | Jim Prentice (2014-2015)   |
| 29e (2015)             | 11/06/2015 19/03/2019       | Nouveau Parti démocratique | Rachel Notley (2015-2019)                | Parti Wildrose                                     | Bob Wanner                 |
| 30e (2019)             | 21/05/2019 Présent          | Parti conservateur uni     | Jason Kenney (2019-)                     | Nouveau Parti démocratique                         | Nathan Cooper              |